# Krimmensen
Krimmensen ist ein zur Stadt Dassel im Landkreis Northeim in Südniedersachsen (Deutschland) gehörendes Dorf. Nach der Einwohnerzahl ist es der kleinste Stadtteil Dassels.

## Geographie
Krimmensen liegt zwischen der Ilme und dem nördlichen Randbereich des Ellenser Waldes.

## Geschichte
Anfang des 12. Jahrhunderts wurde Krimmensen im Kopialbuch des Klosters Corvey als Crymmenhusen erwähnt. Neben Eilensen (Eilenhusen) und Relliehausen (Regilinchusen) war Krimmensen einer der Orte, die in der Amtszeit Erkenberts bei einer Güterübertragung einer gewissen Frau Hoburge  genannt wurden. Sie lagen in einem bereits von Reinold I. von Dassel beherrschten Gebiet (Reinholdi, in cuius comitatu), so dass dieser bestätigend in diesem Dokument auftrat.
In der frühen Neuzeit waren die Herren von Oldershausen und Garmissen in Krimmensen begütert. Im Jahr 1800 gab es hier 28 Feuerstellen, wie anlässlich einer Visitation im Gefolge der 1775 von Bischof Friedrich Wilhelm von Hildesheim erlassenen Feuerordnung festgestellt wurde.

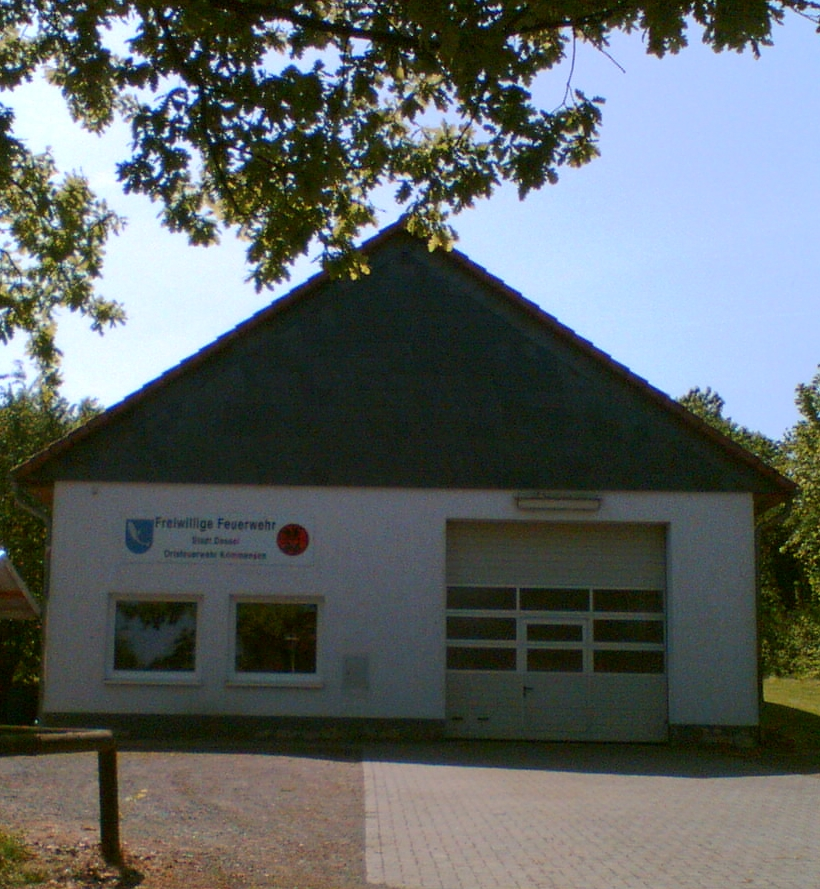
Feuerwehrhaus Krimmensen

Die Freiwillige Feuerwehr Krimmensen wurde im Jahr 1934 gegründet.
Krimmensen wurde am 1. März 1974 in die Stadt Dassel eingegliedert.

## Kultur
Am Dorfrand befindet sich eine Bücherzelle.

## Politik

### Ortsrat
Krimmensen hat gemeinsam mit Ellensen und Eilensen einen neunköpfigen Ortsrat, der seit der Kommunalwahl 2021 ausschließlich von Mitgliedern der "Wählergemeinschaft Eilensen-Ellensen-Krimmensen" besetzt ist. Die Wahlbeteiligung lag bei 77,97 Prozent.

### Ortsbürgermeister
Ortsbürgermeister ist seit November 2021 Dennis Schinkewitz, stellvertretender Ortsbürgermeister ist Andre Schaper. Die Funktion des Ortsbeauftragten wird ebenfalls von Dennis Schinkewitz wahrgenommen.